# Stefan Thorén

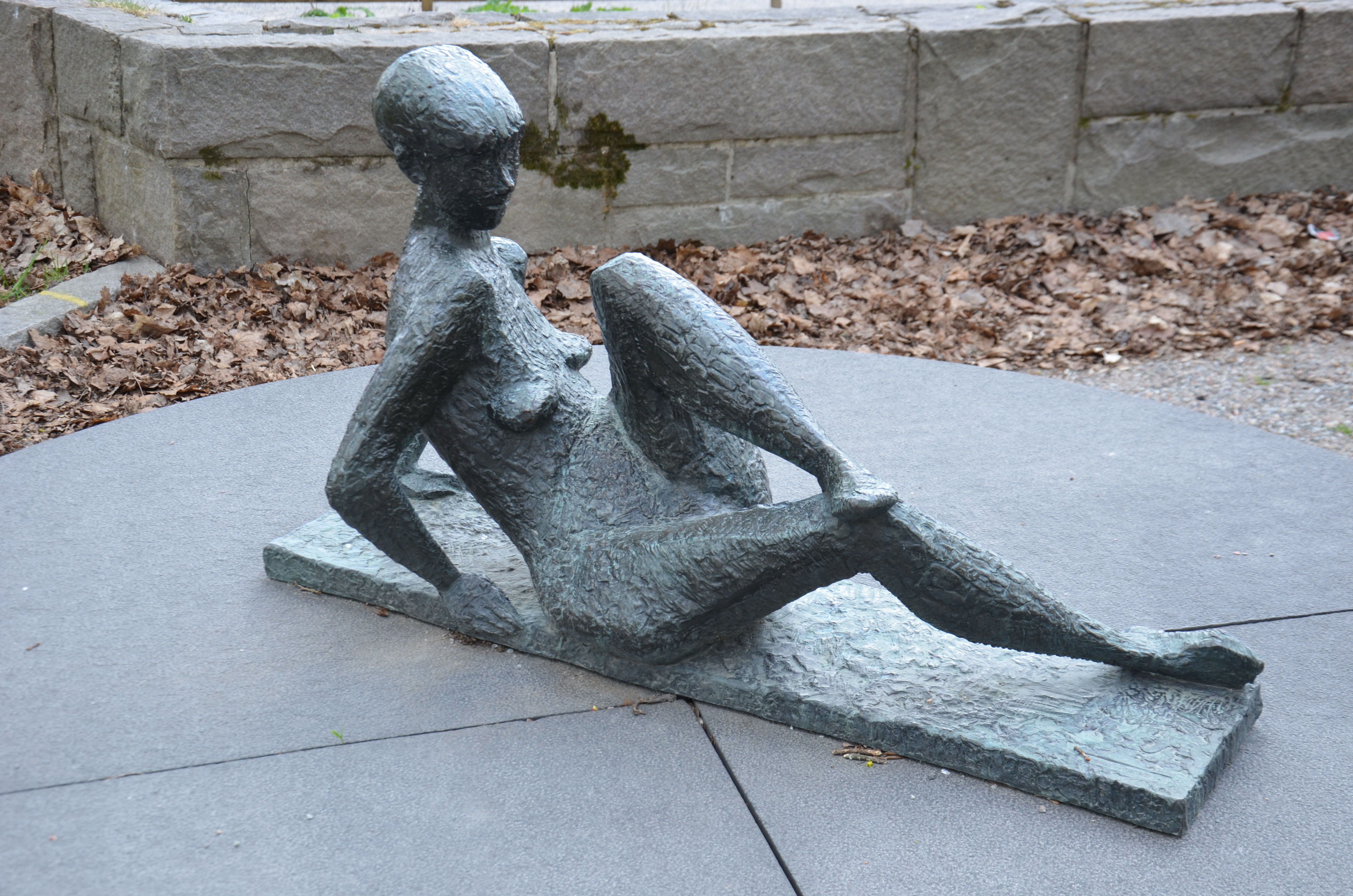
Triangelflicka i Sköndal i Stockholm

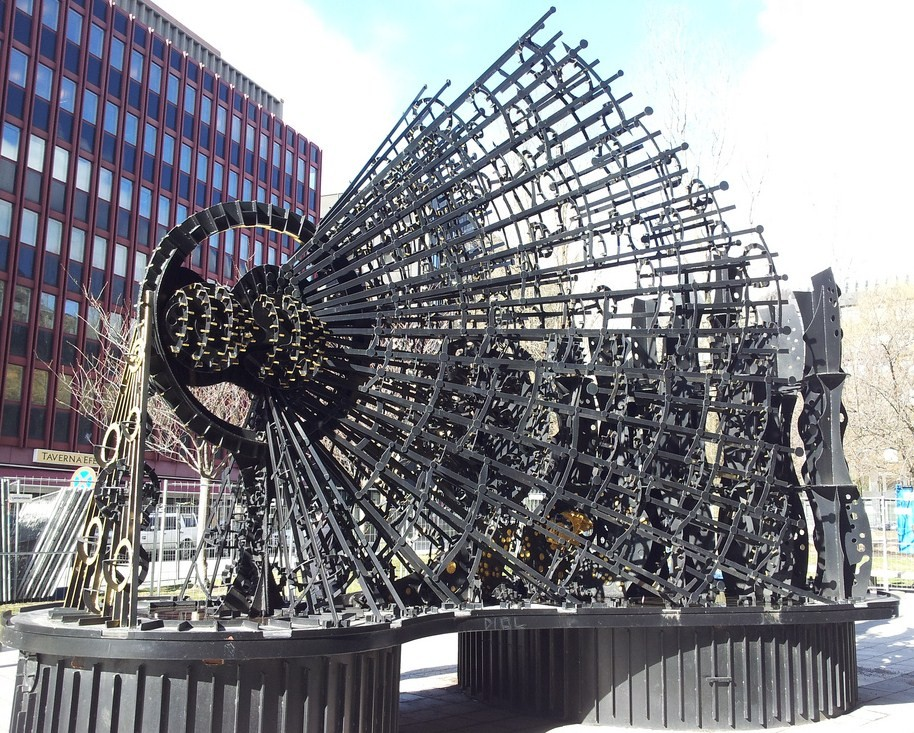
Gryning på Brunkebergstorg i Stockholm

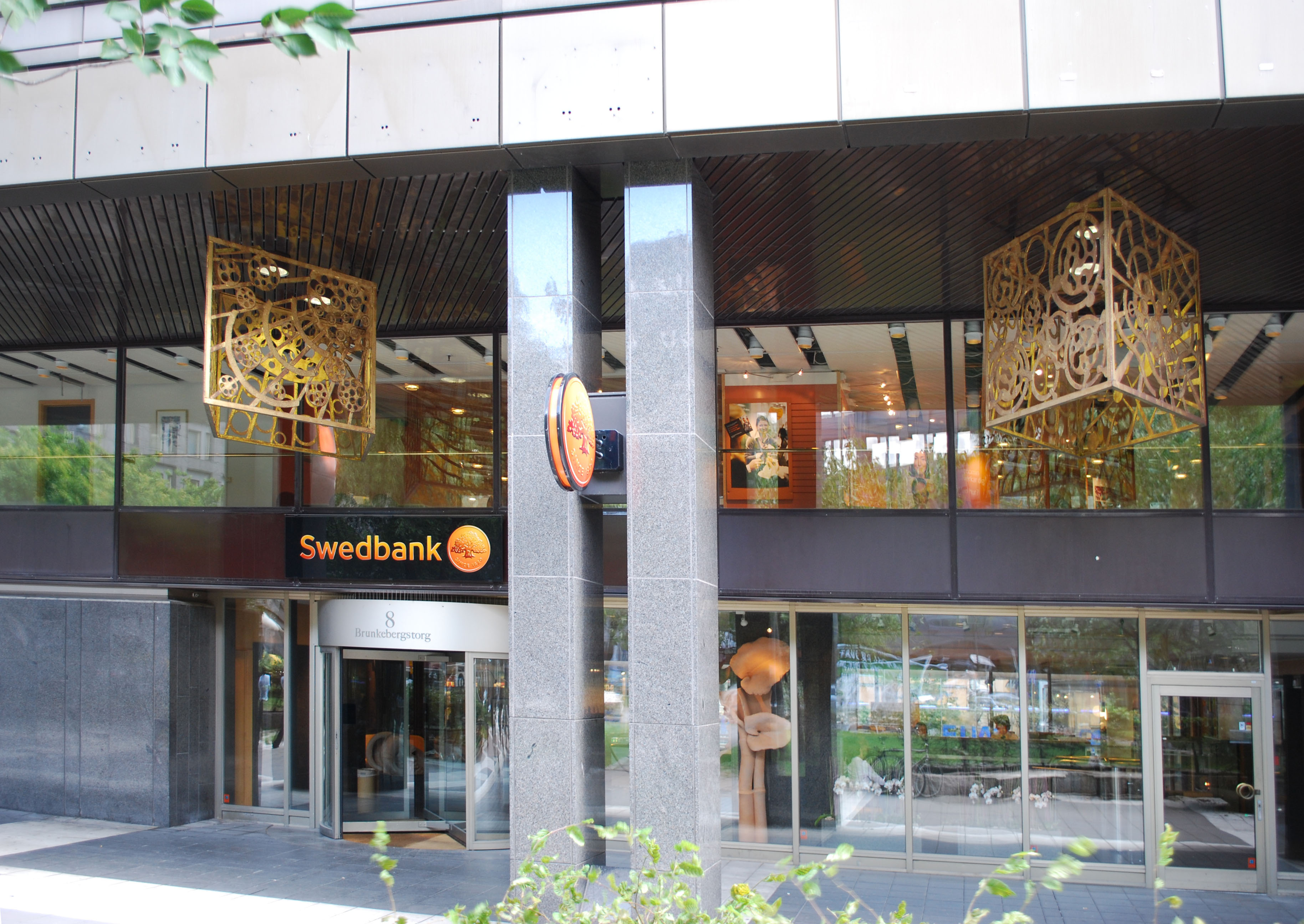
Gyllene luft ovanför entrén till Sparbankernas hus i Stockholm

Stefan Einar Thorén, född 12 februari 1927 i Stockholm, död 19 januari 1997 i Kvarsebo, Norrköping, var en svensk skulptör, tecknare och målare.

## Biografi
Han studerade för Otte Sköld och Eric Grate vid Kungliga konsthögskolan 1948–1953. Som Jenny Lind stipendiat vistats han i Aten 1954–1955 och företog därefter studieresor till Paris och London. Separat ställde han bland annat ut på Galerie Blanche i Stockholm och i Västerås. Tillsammans med Sigfrid Södergren ställde han ut på Färg och Form 1954 och tillsammans med sin fru i Kalmar 1965. Han medverkade i Nationalmuseums utställning Unga tecknare 1949–1950, Sveriges allmänna konstförenings vårsalonger i Stockholm, utställningen Skulpturer i natur som visades i Norrvikens trädgårdar och Liljevalchs konsthalls Stockholmssalonger.
Bland hans offentliga arbeten märks marmorreliefen Ytornas lek vid Brännkyrka läroverk och för Västerås Folkets hus utförde han den 18 meter långa marmorreliefen Dansen och allvaret samt marmorreliefer för Thulehuset i Västerås och Skandiakoncernens hus i Kalmar. Till Olofströms kapell i Blekinge skapade han en altarvägg i svetsad, rödmålad järnplåt och till Enskede yrkesskola skulpturgruppen Skärmarna. Hans bildkonst består av porträtt och motiv hämtade från naturen utförda i gouache som skulptör arbetade han i brons, trä, gips, sten och marmor.

### Familj
Stefan Thorén var son till advokaten Einar Thorén och Karin Malm och från 1959 gift med Anna Thott.

## Offentliga verk i urval
- Ytornas lek, marmor, Brännkyrka gymnasium, Stockholm
- Dansen och allvaret, marmor, Folkets hus i Västerås
- Triangelflicka, brons, 1952, Sköndalsvägen 124, Sköndal, Stockholm
- Jesus välsignar barnen, altarvägg, järn, Olofströms kyrka
- Stenen viskar, marmor, Thulehusets fasad, Västerås
- Cirkelsågen, järn, Svetsarskolan Örebro
- Blomvisan, marmor, Skandiahuset, Kalmar
- Skärmarna, marmorkross, Enskede gymnasium, Stockholm
- Kriget/freden, järn och marmor, Ödåkraskolan, Ödåkra
- Rymden, marmor, Handelsbanken, Södermalm Stockholm
- Solsången, järn, Centralskolan, Smedjebacken
- Urstoffet, järn, Blombackaskolan, Södertälje
- Solen/jorden, glaserat tegel, Yrkesskolan Örebro
- De fyra elementen, marmorkross och vattenspegel, Yrkesskolan, Örebro
- Tidskällan, kalksten och vattenspegel, Tumba
- Stämpelverket, järn, Postens hus, Växjö
- Husbygget, granit, John Mattsons Byggnads AB, Stockholm
- Splittrad enhet, altarvägg, trä, Tumba kyrka, Botkyrka
- Klockstapel med klockspel, trä, Tumba kyrka, Botkyrka
- Gyllene luft, järn, entrén till  Sparbankernas Bank, Brunkebergstorg, Stockholm
- Gryning, järn, Brunkebergstorg, Stockholm
- Ögonblicket, järn, entrén till  Länsstyrelsens hus, Härnösand
- Ringdansen, entrén till Folkets park, Motala

- Thorén är representerad vid bland annat Kalmar konstmuseum[7] och Västerås konstmuseum.

### Fotnoter
1. ↑  Artists of the World, Walter de Gruyter, 17 januari 2022, Artists of the World konstnärs-ID: 00311149, läs online och läs online.[källa från Wikidata]
2. ↑  läs online, www.svd.se  .[källa från Wikidata]
3. ↑  ”Dödsannons Skulptören Stefan Thorén”. Svenska Dagbladet. 22 januari 1997. https://www.svd.se/arkiv/1997-01-22/14.
4. ↑  Thorén, Stefan (1954). Stefan Thorén, skulptur: utställning 2 - 19 okt. 1954. Katalog 315. Stockholm: Färg och form. Libris 9376481
5. ↑  Södergren, Sigfrid (1954). Sigfrid Södergren, oljemålningar: utställning 2 - 19 okt. 1954. Katalog ; 316. Stockholm: Färg och form. Libris 9376486
6. ↑  ”Dödsfall - Stefan Thorén”. Svenska Dagbladet. 29 januari 1997. https://www.svd.se/arkiv/1997-01-29/13.
7. ↑  Kalmar konstmuseum